# Artur Krajewski (aktor)
Artur Krajewski (ur. 4 sierpnia 1968 w Białymstoku) – polski aktor filmowy, teatralny, telewizyjny i dubbingowy.

## Życiorys
Ukończył studia na Wydziale Aktorskim PWSFTviT w Łodzi. Występował na scenach teatrów w Łodzi, Wałbrzychu, Warszawie, Lublinie i Bydgoszczy. Wystąpił w teledysku Kultu – „Dziewczyna bez zęba na przedzie”. W latach 1992–2012 występował w Teatrze Dramatycznym im. Aleksandra Węgierki w Białymstoku. Od 2014 występuje w Teatrze Polskim im. Hieronima Konieczki w Bydgoszczy.

## Życie prywatne
W 1996 r. poślubił Edytę Wach, z którą rozwiódł się w 2014 r. Ma syna Kamila (ur. 1997).

## Filmografia
- 1990: Goliathus, Goliathus – Karol Broniecki
- 1991: Tango Argentino (etiuda szkolna) – obsada aktorska
- 1991: Godzina (etiuda szkolna) – chłopak
- 1994: Powrót gwiazdy (spektakl telewizyjny) – obsada aktorska
- 1995: Les Milles – żołnierz na mości
- 1995: Król Mięsopust (spektakl telewizyjny) – skoczek
- 1996: Zabawa w morderstwo (spektakl telewizyjny) – Gerry
- 1996: Szamanka – kochanek brata Michała
- 1996–1997: Dom – student, kolega Mietka (odc. 13–14, 17)
- 1997: Sława i chwała – były więzień polityczny (odc. 6)
- 1997: Pokój 107 – Jacek
- 1997: Musisz żyć – mężczyzna w ośrodku dla narkomanów
- 1998: Złotopolscy – Dariusz, kolega Krystyny (odc. 88)
- 1998: Złoto dezerterów – żołnierz na przepustce
- 1998: U Pana Boga za piecem – Sławomir „Rudy”
- 2000: To ja, złodziej – ochroniarz w supermarkecie
- 2000: Na dobre i na złe – Marek Nowak (odc. 41–43)
- 2001: Ostatni dzień na słońcu (etiuda szkolna) – obsada aktorska
- 2001: Impuls Amerykański. Rzecz o Henryku Sienkiewiczu – obsada aktorska
- 2001: Gwiazdy i los człowieka – kadet
- 2002: Wiedźmin  – chłop (odc. 9)
- 2003–2004: Plebania – Filip Młynarczyk, przywódca sekty
- 2003: Kasia i Tomek (pracownik stacji benzynowej, odc. 10 seria II; kelner, tylko głos, odc. 14 seria II)
- 2006–2007: Królowie śródmieścia – policjant Jacek (odc. 1–2, 5, 9–11)
- 2007: U Pana Boga w ogródku – kierowca Sławomir
- 2007, 2009: U Pana Boga w ogródku (serial telewizyjny) – kierowca Sławomir (odc. 1–5, 7–12)
- 2008: Tylko miłość – inwestor
- 2008: Pitbull – sierżant w Korycinie (odc. 19)
- 2008: Kryminalni – Sergiusz Bujak (odc. 89)
- 2008: Daleko od noszy – pacjent Wiesław Lemuga (odc. 141)
- 2008: Czas honoru – żebrak (odc.5)
- 2008–2009: Brzydula – Borys, wspólnik Michała
- 2009: U Pana Boga za miedzą – kierowca Sławomir
- 2009: Siostry – aspirant Pawlusiak (odc. 2, 10, 12)
- 2009: Ostatnia akcja – współwięzień
- 2009: N1ckola. The Lonetygirl15 universe – Andrzej (odc. 4–7)
- 2009: M jak miłość – taksówkarz (odc. 696)
- 2009, 2013–2016: Blondynka – Bondyra, ojciec Doroty
- 2010: Ojciec Mateusz (aktor, odc. 39; mężczyzna, odc. 57)
- 2010: Nowa – Karol Jędrasik (odc. 11)
- 2010: Miłość nad rozlewiskiem – lekarz pogotowia (odc. 3)
- 2010: Daleko od noszy – pacjent (odc. 175)
- 2011: Ojciec Mateusz – biegacz (odc. 92)
- 2013: Na dobre i na złe – Olgierd Felicki (odc. 519)
- 2013: Komisarz Alex – Stalmach (odc. 46)
- 2014: Służby specjalne – pogodynka (odc. 5)
- 2014: Sąsiady – przestraszony, to ten z naprzeciwka
- 2014: Mur – selekcjoner w klubie
- 2014: Letnie przesilenie – partyzant
- 2015: Suhigara Chiune – obsada aktorska
- 2015: Prokurator – Grzegorz Falkowski (odc. 6)
- 2015: Pakt – złodziej na dworcu (odc. 4)
- 2015: Moje córki krowy – psychiatra
- 2015: Król życia – Zygmunt
- 2015: Hiszpanka – Rudolf Funk
- 2015: Disco polo – obwoźny handlarz z krzyżami
- 2015: Chemia – komornik
- 2015: Anatomia zła – kolega „Lulka”
- 2015: Akt drugi (etiuda szkolna) – Artur
- 2016: Singielka – himalaista Michał (odc. 125, 137, 145)
- 2016: Zaćma – felczer
- 2016: Strażacy – klaun (odc. 17, 20)
- 2016: Ojciec Mateusz – Zbigniew Chojnacki (odc. 198)
- 2016: Królewicz Olch – oficer dyżurny
- 2016: Jestem mordercą – sąsiad Kalickich
- 2016: Fale – ojciec Katarzyny
- 2016–2018: Druga szansa – paparazzo
- 2017: Pokot – drugi „Wąsaty”
- 2017: Najpiękniejsze fajerwerki ever – profesor Ju
- 2017: 60 kilo niczego – pracownik Marcin
- 2018: Korona królów – kmieć (odc. 1, 13)
- 2018: Ojciec Mateusz – Romuald Stępień
- 2018: Wieża. Jasny dzień – ksiądz
- 2018: Inspekcja (spektakl telewizyjny) – więzień
- od 2021: Na dobre i na złe – Przemysław Wawrzyniak (odc. od 799)
- 2024: Śleboda – Romuś
- 2024: U Pana Boga w Królowym Moście – Sławek
- 2025: Tylko jedno spojrzenie – Marek Skalewski

## Polski dubbing
- 1997–2002: Pokémon
  - lider Kaz (odc. 42)
  - mężczyzna, z którym zderzyli się Ash i James (odc. 45)
  - Todd Snap (odc. 55–57, 187–189)
  - Oswald (odc. 62)
  - przeciwnik Asha (odc. 76)
  - Ritchie (odc. 78–80)
  - jeden z dręczycieli Laprasa (odc. 84)
  - Mateo (odc. 87)
  - Len (odc. 90)
  - Mikeosu (odc. 96)
  - Ralph (odc. 100)
  - dowódca SWAT (odc. 102)
  - Rudy (odc. 103)
  - Gulzar (odc. 107)
  - Scuz (odc. 113)
  - Zackie (odc. 130)
  - Falkner (odc. 131)
  - komentator (odc. 135)
  - przeciwnik Asha (odc. 135)
  - Koji (odc. 141)